# Combattants volontaires internationaux
Ne doit pas être confondu avec Volontaires militaires étrangers.
 (mars 2020).
La mise en forme du texte ne suit pas les recommandations de Wikipédia : il faut le « wikifier ».
Les points d'amélioration suivants sont les cas les plus fréquents :
- Les titres sont pré-formatés par le logiciel. Ils ne sont ni en capitales, ni en gras.
- Le texte ne doit pas être écrit en capitales (les noms de famille non plus), ni en gras, ni en italique, ni en « petit »…
- Le gras n'est utilisé que pour surligner le titre de l'article dans l'introduction, une seule fois.
- L'italique est rarement utilisé : mots en langue étrangère, titres d'œuvres, noms de bateaux, etc.
- Les citations ne sont pas en italique mais en corps de texte normal. Elles sont entourées par des guillemets français : « et ».
- Les listes à puces sont à éviter, des paragraphes rédigés étant largement préférés. Les tableaux sont à réserver à la présentation de données structurées (résultats, etc.).
- Les appels de note de bas de page (petits chiffres en exposant, introduits par l'outil «  Source ») sont à placer entre la fin de phrase et le point final[comme ça].
- Les liens internes (vers d'autres articles de Wikipédia) sont à choisir avec parcimonie. Créez des liens vers des articles approfondissant le sujet. Les termes génériques sans rapport avec le sujet sont à éviter, ainsi que les répétitions de liens vers un même terme.
- Les liens externes sont à placer uniquement dans une section « Liens externes », à la fin de l'article. Ces liens sont à choisir avec parcimonie suivant les règles définies. Si un lien sert de source à l'article, son insertion dans le texte est à faire par les notes de bas de page.
- La présentation des références doit suivre les conventions bibliographiques. Il est recommandé d'utiliser les modèles {{Ouvrage}}, {{Chapitre}}, {{Article}}, {{Lien web}} et/ou {{Bibliographie}}. Le mode d'édition visuel peut mettre en forme automatiquement les références.
- Insérer une infobox (cadre d'informations à droite) n'est pas obligatoire pour parachever la mise en page.

Pour une aide détaillée, merci de consulter Aide:Wikification.
Si vous pensez que ces points ont été résolus, vous pouvez retirer ce bandeau et améliorer la mise en forme d'un autre article.
Les combattants volontaires internationaux sont des individus qui « quittent leur pays d’origine ou de résidence pour prendre part à un conflit (armé) à l’étranger en vertu d’une décision personnelle, sans y être envoyés par leur gouvernement et sans avoir pour motivation principale l’espoir d’un gain matériel ». Ces engagés volontaires doivent donc être distingués à la fois des mercenaires, qui sont des combattants de métier entrant au service d’un État étranger principalement en vue d’en retirer un avantage personnel, des combattants prenant part volontairement à un conflit étranger au sein d’un corps régulier expédié par leur gouvernement (à l'instar de la légion française et de la légion britannique dans l’Espagne de la première guerre carliste, ou du Corpo Truppe Volontarie envoyé en Espagne par le gouvernement de Mussolini pour soutenir le général Franco pendant la guerre civile de 1936-1939), ou encore des employés d’une société militaire privée fournissant ses services à un gouvernement étranger.
Depuis le marquis de La Fayette, le plus connu des officiers français partis combattre aux côtés des insurgés américains lors de la guerre d’indépendance de 1777-1783, jusqu’aux combattants étrangers ayant rejoint le théâtre des guerres civiles syrienne et irakienne, nombreuses ont été les incarnations de ce type de combattants volontaires qui ont laissé une empreinte dans l’histoire des conflits à l’époque contemporaine, tels que lord Byron, Giuseppe Garibaldi, George Orwell, Che Guevara ou encore Oussama Ben Laden. La typologie des conflits susceptibles d’attirer des combattants volontaires étrangers montre une grande variété de situations : guerres de libération ou d’indépendance, guerres civiles, révolutions et insurrections, résistances à une occupation, ou encore guerres mondiales. D’après une estimation de D. Malet, la participation  de combattants volontaires étrangers peut être documentée dans plus d’un conflit armé civil sur cinq au cours de l’époque contemporaine (70 sur un total de 331 conflits armés civils identifiables pour la période allant de 1816 à 2005).
En dépit de la récurrence du phénomène au cours de l’époque contemporaine, cette catégorie de combattants n’a fait l’objet d’aucune définition ni régulation juridiques particulières, ce qui la renvoie aux « zones grises » des conflits armés et du droit international humanitaire. Ce n’est que dans les années 2010, en réaction à l’afflux de combattants étrangers pendant les guerres civiles syrienne et irakienne et en lien avec les préoccupations face au terrorisme international, que la question a attiré l’attention croissante des experts en droit international,. Les combattants volontaires internationaux sont régulièrement au centre de débats et de polémiques touchant à diverses dimensions de leur engagement: l’interprétation de leurs motivations, la légitimité de leur implication dans un conflit étranger, leur part dans les violences armées, leur impact sur les équilibres internationaux ou encore l’attitude que leur État d’origine doit adopter envers eux.

## Histoire du volontariat armé international

### Époques médiévale et moderne
Il est possible de voir une forme de volontariat armé international, dans les temps anciens, avec le « pèlerinage armé » des Croisés partis rétablir l’accès des pèlerins à la Terre sainte, puis avec les ordres de moines-soldats créés pour leur protection comme les Templiers ou les Hospitaliers. Par ailleurs, certaines expériences d’engagement mercenaire montrent les limites poreuses entre mercenariat et motivations politiques ou religieuses. L’itinéraire biographique de l’Anglais Guy Fawkes (1570-1606) en est l’illustration: avant de se mettre au service du roi d’Espagne pour se battre contre les protestants des Provinces-Unies, il s’était converti au catholicisme et avait quitté l’Angleterre élisabéthaine où les catholiques étaient persécutés; il se rendit ensuite en Espagne pour plaider en faveur d’une aide à la rébellion des catholiques anglais et, après son retour en Angleterre, participa à une tentative infructueuse d’attentat contre la famille royale qui lui coûta la vie. Les régiments irlandais catholiques qui ont servi dans l’armée espagnole des Flandres pendant la guerre de Quatre-Vingts Ans étaient également motivés en partie par des motivations religieuses et par l’espoir d’obtenir l’appui de l’Espagne catholique contre la domination anglaise protestante en Irlande; après la révolte irlandaise de 1641, beaucoup de ces mercenaires rentrèrent sur l’île, à l’exemple de Eoghan Ruadh Ó Néill  et Hugh Dubh O'Neill, pour y combattre en faveur de l’indépendance.

### Émergence de la figure moderne du combattant volontaire international à la fin duXVIIIesiècle
La notion de combattant volontaire international ne prend cependant tout son sens qu’à partir de la fin du XVIIIe siècle, sous l’effet des mutations militaires, politiques et idéologiques propres à la transition entre époques moderne et contemporaine. La montée idéologique du nationalisme et l’affirmation du monopole de l’État sur le service militaire ont paradoxalement créé les conditions pour l’émergence de la figure du combattant volontaire étranger. L’affirmation du modèle de milice citoyenne, avec l’armée continentale formée en 1775 par les colonies américaines insurgées puis l’armée nationale réorganisée par la Révolution française en 1791, en induisant une nationalisation du service militaire, plaidait contre le recours au recrutement de soldats étrangers. Dès la seconde moitié du siècle, des États avaient cherché à limiter l’emploi de troupes mercenaires qui avait caractérisé les armées de l’ancien régime et qui s’était même renforcé sous l’effet de l’augmentation régulières des effectifs militaires depuis le début du siècle. Parallèlement s’est affirmée avec les révolutions une nouvelle vision du service militaire, assimilé à la citoyenneté et à la défense de la collectivité ou à une cause abstraite (la liberté), encouragée par la propagande des États révolutionnaires. En retraçant l’histoire des engagés volontaires de la Grande Guerre, George L. Mosse met ainsi en avant l’émergence, au cours de l’époque révolutionnaire, d’un nouveau “mythe de l’expérience de la guerre” qui construit la guerre comme un événement chargé de sens, en confiant au soldat “la tâche sacrée” de défendre la nation ou la liberté, jusqu’à produire une véritable religion civile de la guerre.
Ce nouveau contexte culturel a modifié la perception des combattants étrangers et de la légitimité de l’implication d’étrangers dans un conflit armé. A la différence du mercenaire, le volontaire étranger ne se met pas à la solde d’un prince par appât du gain mais s’engage par adhésion idéaliste à une cause qu’il estime juste et universelle: il constitue donc une entorse tolérable, voire louable, au principe d’armée nationale et citoyenne. Le mythe qui s’est formé sur le marquis de La Fayette après sa participation à l’insurrection américaine, en Europe comme aux États-Unis, constitue une des premières incarnations de cette figure idéale de combattant volontaire international: celui dont les services n’avaient été initialement acceptés par le Congrès qu’avec réserve fut célébré, après sa participation à la guerre d’indépendance américaine, comme le champion héroïque et désintéressé de la lutte pour la liberté; son séjour aux États-Unis en 1824-1825, en tant qu'« hôte de la Nation »,  fut décrit par les observateurs contemporains comme un véritable « jubilé de la liberté ».

### Trois vagues de volontariat armé international au fil de l’époque contemporaine
Au fil de l’époque contemporaine, l’affirmation de grandes idéologies au centre des affrontements socio-politiques et l’internationalisation croissante des conflits ont créé les conditions favorables à l’essor du volontariat armé international. Nir Arielli propose de distinguer trois grandes vagues de conflits susceptibles d’attirer des combattants volontaires internationaux, suivant des critères essentiellement idéologiques:
- La première vague est celle du combat pour la liberté et contre la « tyrannie » inauguré par les révolutions atlantiques de la fin du XVIIIe siècle, et qui se prolonge dans la lutte des mouvements nationaux ou libéraux « en révolte contre les monarchies et les puissances impériales accusés de vouloir étouffer les aspirations à la liberté ». Cette vague inclut notamment les guerres d’indépendance de l’Amérique espagnole, la guerre d'indépendance grecque et la lutte des autres peuples balkaniques contre l’Empire ottoman, et les guerres du Risorgimento italien. George Mosse met l’accent sur l’expérience de Lord Byron et des combattants philhellènes engagés aux côtés des Grecs insurgés dans les années 1820, qui a constitué selon lui une étape importante dans la construction du mythe de l’engagé volontaire, par la publicité qu’elle reçut et son intégration dans l’imaginaire romantique[6]. On peut compléter ce tableau par d’autres conflits inspirés par les mots d’ordre de liberté des peuples et ayant vu la participation de combattants étrangers : la révolution texane de 1835-1836 ; la guerre civile portugaise de 1828-1834 ; les guerres civiles espagnoles de 1833-1840 et 1872-1876 ; la guerre franco-prussienne de 1870 (avec la légion des volontaires garibaldiens) ; la guerre russo-turque de 1877-1878 ; la guerre hispano-américaine de 1898 ; la guerre anglo-boer de 1899-1902 ; enfin la Première Guerre mondiale, qui a vu la formation dans l’armée française d’unités de volontaires étrangers au nom de la défense de la France, héritière de la Révolution française, contre l’Allemagne impériale (dont l’Escadrille La Fayette formée par les volontaires américains, en souvenir du marquis de La Fayette, ou la Légion Garibaldienne des volontaires italiens).

- La seconde vague est dominée par la polarisation idéologique entre gauche et droite, précipitée par la révolution russe de 1917, dans laquelle “des volontaires étrangers appartenant à chaque camp du spectre politique combattent pour aider ou pour empêcher un changement de régime dans un autre pays ou une autre région”. Les conflits relevant de cette vague incluent la guerre civile russe, la guerre russo-polonaise, la guerre civile espagnole, la Seconde Guerre mondiale et les résistances à l’occupation nazie, ainsi que les projections de la Guerre froide dans les conflits civils en Afrique, en Asie et dans l’Amérique latine.
- La troisième vague est placée par Nir Arielli sous le signe du “choc des civilisations”, un concept emprunté à l’analyse très controversée de Samuel Huntington, selon laquelle les relations internationales obéissent depuis la chute du bloc soviétique à la fin des années 1980 non plus à des clivages idéologiques politiques mais à des oppositions culturelles ou “civilisationnelles”, accordant une place centrale aux appartenances religieuses. Cette vague commence avec la guerre afghano-soviétique et comprend les guerres de Yougoslavie, la guerre de Tchétchénie, la guerre d’Afghanistan depuis 2001, la guerre d’Irak depuis 2003 et la guerre civile syrienne depuis 2011. Cette vague est donc fortement associée au phénomène du volontariat “djihadiste” international.

Cette catégorisation ne fournit qu’un cadre schématique pour répartir les différentes expériences de volontariat armé international en insistant sur leur dimension idéologique replacée dans un contexte culturel et politique plus général. Certaines expériences historiques débordent les limites chronologiques ou analytiques de cette classification. On trouve ainsi des dimensions religieuses et civilisationnelles dans les conflits du XIXe s. L’élan de solidarité européen envers les Grecs insurgés contre l’Empire ottoman dans les années 1820 impliquait chez de nombreux volontaires une dimension religieuse (l’émancipation d’un peuple chrétien vis-à-vis d’une puissance musulmane) ou civilisationnelle (le retour en Europe de la Grèce, berceau de la civilisation classique, contre un Orient jugé despotique et barbare), voire une réminiscence des croisades du Moyen Âge. Un “mythe de la croisade slave” se retrouve également dans la mobilisation patriotiques des Russes en faveur des Slaves des Balkans contre l’Empire ottoman, en 1877. Dans les années 1860, le pape Pie IX fit  appel à la dévotion religieuse envers l’Église de Rome pour inciter les catholiques à se porter volontaires dans son armée et défendre l’État pontifical contre le mouvement nationaliste italien, notamment parmi les Zouaves pontificaux. Dans d’autres conflits, les grandes divisions idéologiques du moment ont moins compté que les enjeux locaux, territoriaux ou ethniques. Ainsi lors de la guerre israélo-arabe de 1948-1949, l’engagement de soldats étrangers dans les deux camps - au sein du Mahal et de l’Armée de libération arabe - s’inscrivait dans un affrontement culturel et religieux lié au conflit local entre Israël et ses voisins arabes, autour du projet sioniste d’État juif en Palestine, bien plus que dans les enjeux politiques et stratégiques propres au contexte des débuts de la Guerre Froide. L’afflux de volontaires pro-russes ou pro-ukrainiens dans la guerre du Donbass de 2014 démontre enfin que ni les solidarités nationalistes ni les enjeux géopolitiques d’une confrontation globale entre l’Occident et la Russie n’ont disparu dans cette région à la suite de l’effondrement du bloc soviétique.

## Comprendre l’engagement armé volontaire: les motivations au départ

### Motivations idéalistes
La définition du combattant volontaire international met en avant une décision personnelle d’engagement fondée sur des motivations non-exclusivement matérielles.  Parmi les valeurs ou idéaux auxquels les volontaires armés internationaux peuvent se référer figurent les solidarités politiques, idéologiques ou religieuses envers l’un des camps en lutte, ou encore l’appartenance ethnique ou culturelle commune avec un groupe belligérant (notamment au sein d’une diaspora). On trouve des engagements armés volontaires en lien avec la plupart des grandes idéologies politiques contemporaines (libéralisme, nationalisme, monarchisme contre-révolutionnaire, anarchisme, socialisme, communisme, fascisme, traditionalisme (franquisme)) et avec les trois grandes religions monothéistes (christianisme, islam, judaïsme).
Un conflit est ainsi plus susceptible de susciter l’implication de volontaires étrangers lorsqu’il ne porte pas uniquement sur la prise du pouvoir par l’une ou l’autre des factions en lutte, mais sur des enjeux généraux tels que la structure sociale, l’idéologie ou la religion, dans lesquels des acteurs extérieurs peuvent se reconnaître. Une des sources du volontariat armé international réside dans l’internationalisme et ses diverses incarnations historiques. La mémoire historique d’une aide reçue dans le passé peut inspirer un volontariat fondé sur l’idée d’une dette de gratitude, comme dans le cas des volontaires américains au service de la France pendant la Grande Guerre. Pour certains volontaires français partis en Afrique du Sud, la résistance des Boers n’était pas sans rappeler les guerres de Vendée. Le sentiment de proximité, qu’il soit idéologique ou géographique, joue donc un rôle fondamental dans l’engagement armé volontaire à l’étranger.
Des engagés volontaires peuvent alors voir dans la participation à un conflit civil étranger l’occasion de faire avancer leur propre cause dans leur pays d’origine ou au niveau international, voire le substitut ou la prolongation d’un combat mené dans le pays d’origine. En cherchant à recruter des officiers légitimistes français au service du roi Michel Ier du Portugal, le maréchal de Bourmont affirmait ainsi qu’il fallait soutenir un monarque qui était dans son pays le champion des principes « d'ordre » et « d'autorité » en face du libéralisme envahissant, menaçant l’Espagne voisine (“Allons détruire les brandons révolutionnaires jetés à Porto !”), mais aussi parce qu’en “affermissant sur son trône un prince tout dévoué à la cause de Henri V” (le prétendant français) ils serviraient “les intérêts de la légitimité en France” en assurant à ce dernier “l'appui moral d'une tête couronnée et l'appui de forces militaires lorsque les circonstances le permettr[aie]nt”. 

### Soif d'aventures, opportunisme ou facteurs psychologiques
Toutefois, l’idéalisme ou la poursuite d’objectifs idéologiques ne sont pas les seuls déterminants identifiables dans l’engagement volontaire international. Gilles Pécout, en évoquant le volontariat armé international dans la Méditerranée du XIXe s., rappelle que l’engagement dans un conflit étranger pouvait être “vu comme une aventure dans laquelle l’exotisme et la fièvre de l’aventure étaient importants, et avec ça, l’influence d’une passion virile pour la chose martiale”. 
L’engagement en faveur d’une cause n’exclut pas non plus des motivations personnelles et matérielles: espoir d’améliorer son statut, son image publique et ses conditions personnelles en prenant part à un conflit au sein d’une armée organisée; volonté d’échapper à la misère, au chômage ou à des persécutions; nécessité de quitter le pays d’origine ou de résidence. En 1835, l’élan de mobilisation en faveur de la révolution texane dans de nombreux États américains s’expliquait non seulement par la solidarité envers une cause d’indépendance et les colons “américains” ainsi que par la crainte des répercussions de la lutte menée au Mexique par le président Santa Anna contre l’esclavagisme, mais aussi par la crise économique qui frappait alors les États-Unis, notamment dans le secteur agricole, et par la crainte de voir se fermer un débouché essentiel pour la poursuite de l’expansion vers l’Ouest; le gouvernement révolutionnaire texan encouragea d’ailleurs le recrutement volontaire en promettant la distribution de vastes surfaces de terres arables aux combattants. Nombreux sont parmi les engagés volontaires les anciens militaires motivés à la fois par des raisons politiques et par le désir de retourner dans la carrière des armes, à l’exemple des vétérans des guerres napoléoniennes et de la guerre anglo-américaine de 1812 dans les guerres d’indépendance hispano-américaines, puis l’Espagne, la Grèce, la péninsule italienne, la Belgique et la Pologne. En s’adressant aux officiers légitimistes qui s'étaient retirés du service, de gré ou de force, à la suite de la révolution de 1830, le maréchal de Bourmont présentait l’engagement au service du roi du Portugal comme  “le moyen de procurer à nos amis politiques que le malheur des temps a obligés de briser leur épée, de quitter leur pays, un azyle (sic), des secours, et même une carrière militaire”.
Des explications d’ordre psychologique peuvent également être avancées pour expliquer des décisions d’engagement: attrait pour la violence et la mort, volonté d’échapper à un malaise ou à la dépression, frustration, rupture avec l’environnement familial ou social et “radicalisation”. D’après un groupe de chercheurs mandatés par le Belspo sur la “formation de l'extrémisme violent”, “les raisons (impérieuses) (...) pour rejoindre des groupes extrémistes sont souvent de nature sociale et reposent sur des sentiments d’indignation et de perte de repères”. Ainsi, “au lieu de se concentrer sur les motivations et l’idéologie”, ces chercheurs estiment que “l’attention devrait se porter sur les questions structurelles, les processus de groupe et les tensions individuelles ressenties”, qui constituent selon eux “le terreau de la radicalisation violente”. “Les personnes en quête d’inclusion sociale, d’identité/de sens et qui connaissent l’injustice” seraient ainsi “particulièrement sensibles à l’extrémisme violent.” Des enquêtes sur les motivations des volontaires étrangers en Irak et en Syrie, notamment à partir d’entretiens, aboutissent cependant à des conclusions contrastées sur l’importance respective à accorder aux conditions économiques et sociales, aux préoccupations existentielles ou psychologiques, et aux dimensions idéologiques ou religieuses.

### Le discours des recruteurs
Face à la difficulté à saisir les motivations personnelles des combattants, David Malet propose de se concentrer sur le discours par lequel les recruteurs s’efforcent de recruter des combattants étrangers. Dans un conflit, chaque camp belligérant cherche en effet à contrôler les ressources essentielles pour pouvoir s’imposer. Parmi elles figure la communication autour de sa lutte afin de convaincre un maximum de personnes de la justesse de sa cause, dans le pays comme à l’étranger. Cette nécessité est surtout ressentie par les groupes en rébellion contre un État ou en situation d’infériorité. En voulant attirer l’attention internationale sur leur combat et leurs conditions, la stratégie de communication de ces groupes repose fréquemment sur le recrutement de volontaires étrangers, opéré dans des pays plus ou moins éloignés de la zone de conflit, directement ou indirectement par l’intermédiaire d’agents ou de cellules de recrutement. On peut alors observer deux stratégies de communication visant à susciter des recrutements:
- En visant directement des personnes susceptibles de rejoindre la cause en vertu de liens plus ou moins éloignés avec le groupe engagé dans le conflit, que ce soit en terme d’ethnicité, de religion ou d’idéologie. Dans ce cadre, “le recrutement s’opère au travers des réseaux sociaux des communautés transnationales [...] afin d’activer un sentiment d’obligation ou de devoir envers la communauté”[2]. En plus d’invoquer les valeurs ou idéaux partagés, les recruteurs appuient alors sur l’idée que leur communauté est sous le joug d’une menace existentielle et qu’ils ont besoin d’aide pour survivre, en insistant le plus souvent sur un message d’auto-défense. En s’appuyant sur une rhétorique de justice et de solidarité, les recruteurs cherchent à soulever les émotions d’empathie, d’indignation ou de colère du public visé.
- En se rapprochant de gouvernements ou de personnalités publiques très actives au sein de leurs communautés, pour les transformer en porte-parole influents susceptibles de légitimer et populariser la cause des recruteurs.

## Les combattants volontaires internationaux dans les conflits armés

### Effectif et rôle militaire
L’impact de l’implication de combattants volontaires étrangers dans le déroulement et l’issue des conflits armés est relativement limité sur le plan strictement militaire. Avec des effectifs très variable - à peine un millier sans doute dans la Grèce en lutte pour son indépendance dans les années 1820, contre 7.000 dans les Zouaves pontificaux dans les années 1860 ou 32.000 à 35.000 dans les Brigades internationales pendant les trois années de la guerre civile espagnole - les bataillons de volontaires étrangers ne représentent dans tous les cas qu’une faible proportion de l’ensemble des effectifs combattants. Rares sont les batailles dans lesquelles les troupes volontaires étrangères ont véritablement pesé dans la balance. Le rôle substantiel joué par les brigades internationales dans la défense de Madrid ou la bataille de Guadalajara sont plutôt des exceptions, liées aux effectifs importants de cette force et à l’expérience militaire acquise par une partie des brigadistes lors de la Première Guerre mondiale. Les combattants volontaires sont fréquemment cantonnés dans des positions marginales et symboliques. 

### Mythe et réalités du terrain
L’intégration des volontaires étrangers dans les troupes combattantes est souvent pavée d’obstacles. Les autorités militaires et civiles se montrent parfois réticences face à des individus dépourvus d’expérience militaire ou soupçonnés d’opportunisme. Ainsi, le Congrès américain ne montra initialement pas grand enthousiasme face à l’arrivée de volontaires européens, parfois de haut-rang social, montrant de grandes exigences et ne parlant pas l’anglais. La Fayette alla jusqu’à proposer de servir à ses frais comme simple soldat pour faire se faire accepter dans les rangs de l’armée américaine. Les volontaires italiens qui voulaient se battre au service de la France sous la bannière de Garibaldi rencontrèrent de grandes difficultés de la part du gouvernement français qui, après les combats meurtriers de l’Argonne, s’empressa de dissoudre leur régiment en prétextant leur indiscipline, au nom d’un discours conservateur et italophobe. Les combattants étrangers sont parfois également en butte à la méfiance ou à l’hostilité des combattants locaux. Robert de Kersauson, jeune Breton engagé en juin dans les corps étrangers en Afrique du Sud pendant la guerre anglo-boers (1899-1900), se rappelle que « l’attitude des Boers à l’égard des volontaires venus de l’étranger était incompréhensible et parfois blessante »: les volontaires étaient un peu méprisés en raison de leur ignorance du veld et celle de la langue afrikaaner qui les obligeait à employer l’anglais, la langue de l’ennemi. Au sein du Mahal israélien, les différences de rémunération et de condition de vie entre volontaires étrangers et soldats locaux ont engendré de nombreuses tensions, en particulier dans l’armée de l’air où la prédominance d’officiers étrangers entraîna le choix de l’anglais comme langue opérationnelle au détriment de l’hébreu.
Les combattants étrangers trouvent souvent sur le terrain une réalité différente de celle qu’ils attendaient et en retirent des déceptions. Hervé Mazurel rappelle que, « sur le théâtre des opérations », les volontaires philhellènes ont trouvé en Grèce un « art de la guerre » mené par des bandes armées dont les chefs - souvent d’anciens bandits ou klephtes - poursuivaient des objectifs personnels -, très éloigné de leur expérience (pour beaucoup formée durant les guerres napoléoniennes) et de leurs attentes, et que beaucoup condamnaient. Quelques volontaires versèrent dans le mishellénisme, à l’instar de Louis de Bollmann qui, de retour en France, publie un pamphlet dans le but de “de désabuser la jeunesse qui serait disposée à faire la même sottise que moi, sur le sort qui l’attend en Grèce” (Remarques sur l’état moral, politique et militaire de la Grèce, écrites sur les lieux, Marseille, 1822).
Pour David Thomson, 90 % des retours de “Français jihadistes” revenus d’Irak ou de Syrie “sont justifiés par la déception ou la fatigue”. Plusieurs enquêtes réalisées à partir des témoignages de volontaires revenus au Canada mettent en avant “cinq grands motifs au retour qui illustrent typiquement les déceptions exprimées par les départants occidentaux”: le constat de désillusion face aux discours et aux actions des groupes jihadistes en Syrie ou en Irak et le contraste frappant entre le discours officiel projeté par les groupes jihadistes et la réalité de leurs actions; les tensions culturelles et sentiment de rejet par les populations locales; le mécontentement face au rôle attribué au sein des groupes armés; les conditions de vie rudes et spartiates; l’échec militaire de l’Etat islamique, la peur de mourir et la volonté de fuir les combats. Le même constat peut être dressé au sujet des volontaires partis d’Europe d’après une analyse du Soufan Center. À la déception vis-à-vis de l’organisation et du projet de l’Etat islamique peut s’ajouter chez certains volontaires, dans la motivation au départ,   “le poids de la honte générée par une confrontation, directe ou non, avec leurs propres actes. Ceci est particulièrement vrai concernant les combattants qui furent témoins d’exécutions, d’atrocités, et présentent parfois tous les symptômes du stress post-traumatique”.

### Impact symbolique sur la scène internationale
Si le rôle militaire des combattants étrangers est limité, la présence et la mort des volontaires étrangers ont en revanche un fort écho symbolique, notamment auprès de l’opinion publique étrangère, contribuant à attirer l’attention internationale sur le conflit et ses combattants. L’arrivée et la mort en 1824 de Lord Byron durant le siège de Missolonghi (non pas dans les combats mais à cause d’une fièvre contractée lors de ses courses à cheval quotidiennes dans les marais entourant la ville) eurent un énorme retentissement en Europe et contribuèrent grandement à la diffusion du philhellénisme dans les opinions publiques, qui poussa trois ans plus tard les puissances française, britannique et russe à intervenir dans le conflit par le traité de Londres (1827). La présence de volontaires parmi les défenseurs du fort Alamo (environ la moitié) qui trouvèrent la mort lors du siège par les troupes mexicaines entraîna un nouvel afflux de volontaires et représenta un tournant dans le cours de la révolution texane. Les survivants du régiment garibaldien, décimé dans la bataille de l’Argonne, une fois rapatriés en Italie, se firent les propagandistes de l’intervention italienne dans la Grande Guerre aux côtés de la France, où l’engagement meurtrier des volontaires avait fait l’objet d’un matraquage médiatique par le camp interventionniste. 

## Opinions et États face aux volontaires internationaux

### Les interdictions légales à l’engagement armé à l’étranger
L’engagement armé de ressortissants dans un conflit étranger, qu’il s’agisse de mercenariat ou de volontariat, est généralement vu par les Etats contemporains comme une activité dangereuse soit pour l’état de droit, soit pour la stabilité internationale, et de ce fait réprouvée ou réprimée par la loi. Il existe cependant une grande variété de situations et de cadres législatifs. Le mercenariat ne figure pas parmi les infractions énumérées par l'article 85 du protocole I du 8 juin 1977 additionnel aux conventions de Genève du 12 août 1949 qui offre la première définition en droit international du mercenaire. La convention internationale du 4 décembre 1989 contre le recrutement, l'utilisation, le financement et l'instruction de mercenaires, adoptée par consensus par l'Assemblée générale des Nations unies, n'est entrée en vigueur que fin 2001 et n’a été ratifiée que par vingt-quatre États (dont deux seulement de l’Union européenne). 
Certains pays interdisent les engagements ou les recrutements effectués sur leur territoire et non le simple fait d'être un mercenaire, à l’instar des Etats-Unis à  travers l'U.S. Neutrality Act de 1937. La plupart des États cherchent cependant à établir des limites à l’engagement armé de leurs ressortissants à l’étranger, en le soumettant à une autorisation ou à des exclusions diverses. En France, le Code civil établit dans son article 23.8 que “perd la nationalité française le Français qui, occupant un emploi dans une armée ou un service public étranger ou dans une organisation internationale dont la France ne fait pas partie ou plus généralement leur apportant son concours, n'a pas résigné son emploi ou cessé son concours nonobstant l'injonction qui lui en aura été faite par le Gouvernement”. L’origine de cette interdiction remonte au Code civil de 1804 qui établissait dans son article 21 que “le Français qui, sans autorisation du Gouvernement, prendrait du service militaire chez l’étranger, ou s’affilierait à une corporation militaire étrangère, perdra sa qualité de Français”, et cette mesure était assortie de sanctions prévues par les articles 84 et 85 du Code pénal (peines de bannissement ou de déportation). Dans la pratique cependant, les gouvernements français se sont gardé une certaine latitude dans l’application de cette interdiction. Ainsi les volontaires philhellènes de retour en France “doivent attendre, quelquefois plusieurs mois, les résultats de l'enquête de police”, mais “tous finissent par être autorisés, dès qu'un parent apporte sa caution, à retourner dans leur département d'origine, avec interdiction pour les provinciaux de se rendre à Paris”. D’après Alexandre Dupont, le refus d’appliquer la déchéance de nationalité aux volontaires partis se battre en Espagne pendant la seconde guerre carliste de 1872-1876 peut s’expliquer par “la volonté de ne pas donner au volontariat plus d’importance qu’il n’en a”, ainsi que par “la sédimentation d’une pratique judiciaire concernant les volontaires engagés dans des armées non reconnues” (notamment au moment du précédent de la première guerre carliste (1833-1840)). La menace de la déchéance de nationalité serait donc “un outil rhétorique à usage interne et diplomatique”, destiné à décourager de nouveaux départs et à donner des gages de bonne volonté à l’attention du gouvernement belligérant et des autres puissances étrangères. 
D’autres pays présentent une attitude similaire. Au Royaume-Uni, le Foreign Enlistment Act de 1819 et le Foreign enlistment Act de 1870 interdisent aux citoyens britanniques toute activité de recrutement ou service militaire pour un État étranger, mais cette disposition n’a jamais été appliquée et apparaît aujourd’hui largement désuète. En Belgique, la loi du 1er août 1979 “concernant les services dans une armée ou une troupe étrangère se trouvant sur le territoire d'un État étranger”, interdit le recrutement en Belgique ainsi que l'engagement de ressortissants belges en vue de servir dans une armée ou une troupe étrangère se trouvant sur le territoire d'un Etat étranger, “en dehors de l'assistance technique militaire accordée à un État étranger par le Gouvernement belge”, mais prévoit une série d’exceptions, mais n’a jamais reçu de décret d’application. Une exception est la Suisse, où la législation fédérale suisse interdit depuis 1859 aux ressortissants suisses de prendre du service militaire à l'étranger sans l’autorisation du Conseil fédéral, et exclusivement “en vue de l’instruction militaire” (sans prendre part aux combats), la seule exception prévue concernant la Garde suisse du Vatican, et où l’application de la loi a effectivement conduit à 17 condamnations entre 1994 et 2000.
Dans les années 2000, dans le contexte de l’afflux de volontaires occidentaux en Irak et en Syrie et de crainte de collusion avec le terrorisme international, certains États ont manifesté la volonté de durcir leurs dispositions face à la participation de leurs ressortissants à des actions violentes à l’étranger. En France, la loi du 14 mars 2003 relative à la répression de l'activité de mercenaire s’appuie sur une définition étroite du mercenariat en condamnant toute personne prenant part à un conflit étranger pour prendre une part directe aux hostilités “en vue d'obtenir un avantage personnel ou une rémunération importants”. En 2014, la Chambre des lords britanniques a examiné un amendement au  Foreign Enlistment Act de 1870 proposant de créer un délit pour punir tout citoyen britannique ayant participé en tant que combattant à un conflit armé, ou ayant incité tout autre sujet britannique à participer comme combattant à un conflit armé contre un État étranger en paix avec le Royaume-Uni, et d’édicter une série de peines (amende et détention, ou l'une de ces peines; confiscation de tout passeport britannique détenu par la personne; privation de citoyenneté). Lord Marlesford, son rapporteur, justifiait au nom de la lutte contre “l’expansion des groupes djihadistes islamistes” et leur “détermination à amener le terrorisme en Occident”, qui faisaient à ses yeux porter “une menace croissante pour la stabilité et l'avenir des citoyens [britanniques]”. Néanmoins, l’amendement a été retiré à la demande du gouvernement qui pointait plusieurs difficultés (celle de faire la distinction entre état de paix et de guerre, et celle de prouver qu’un individu a pris part aux hostilités à l’étranger) et son inutilité pratique.

### Le sort des volontaires prisonniers
Lorsqu’ils ne sont pas intégrés dans une armée régulière, les volontaires en armes n’ont, pas plus que les mercenaires, pas droit au statut de combattants ni de prisonniers de guerre. En cas de capture par les troupes du camp adverse, le sort des volontaires est donc souvent problématique, et beaucoup de volontaires ont été exposés à un sort tragique. En décembre 1861, l’Espagnol José Borges, qui s’était engagé au service du roi François II des Deux-Siciles en exil pour prendre la tête de la rébellion contre l’unité italienne dans l’ancien Royaume de Naples, fut ainsi capturé par des bersagliers italiens et fusillé sur le champ, et son exécution suscita de vives critiques à l’étranger et en Italie. Pendant la guerre d’Espagne, les brigadistes capturés par les troupes de Franco pouvaient fréquemment s’attendre à être exécutés sur le champ; d’autres furent jugés par des tribunaux militaires pour “appui à une rébellion armée” et condamnés à mort ou à la détention. Environ mille Brigadistes faits prisonniers furent internés dans le camp de concentration de San Pedro de Cardeña, près de Burgos, entre 1938 et 1940, où les conditions de détention étaient extrêmement dures.
Selon un reportage du journaliste Ron Hubbard, les Forces démocratiques syriennes (FDS) détenaient dans leurs prisons, en mars 2019, un millier de combattants étrangers, auxquels s'ajouteraient 4 000 femmes et 8 000 enfants de “djihadistes”. D'autres rapports suggèrent un nombre de combattants étrangers présumés plus élevé, de 2.000 ou plus. En plus des combattants étrangers, les camps syriens accueilleraient. La question du devenir de ces individus est au centre de débats publics dans les pays occidentaux et a suscité des réponses très diverses. En mai 2019, en visite au Royaume-Uni, le secrétaire d'État américain Mike Pompeo que le gouvernement américain s’attendait “à ce que chaque pays s'efforce de rapatrier ses combattants étrangers et s’occupe de prolonger leur détention”, et a répété ce vœu à Ottawa auprès du gouvernement canadien en août 2019. Les réponses apportées par les différents Etats à la question du retour de leurs ressortissants partis se battre en Irak ou en Syrie ont cependant souvent tenté d’explorer d’autres solutions: déchéance ou non-reconnaissance de la nationalité; remise aux autorités syriennes ou irakiennes désireuses de juger les combattants accusés de crime de guerre sur leur sol; incitations aux Forces démocratiques syriennes (FDS) pour prolonger indéfiniment la détention de ces prisonniers. La question du sort des femmes et des enfants des combattants étrangers pose un problème particulièrement épineux, car à la question de leur identification s’ajoute celle de leur participation éventuelle aux violences, leur représentation oscillant entre le statut de victimes et celui de menaces. Au sein de l’Union Européenne, un rapport émet ainsi le constat suivant lequel “peu d'États membres ont exposé des positions claires sur cette question litigieuse” dans la mesure où “les États membres sont confrontés à un problème complexe mêlant aspects juridiques (juridiction et droits fondamentaux), éthiques (traitement des détenus) et questions pratiques (la complexité de la coopération judiciaire avec l'Irak et la Syrie) concernant leurs obligations et leurs moyens d’action”.

### Les volontaires internationaux face à l'opinion
L’image qu’ont les opinions des volontaires étrangers internationaux est généralement ambivalente: célébrés par les uns comme des champions idéalistes et désintéressés d’une juste cause, voire comme de véritables héros, ces derniers sont décriés par d’autres comme de simples mercenaires en quête de profit matériel ou d’aventure, ou comme des déséquilibrés. Giuseppe Garibaldi, de son vivant, a ainsi été célébré comme le “héros des deux Mondes” et le champion de la liberté des peuples par ses admirateurs, et comme un aventurier sans foi ni loi ou bien comme un va-t-en-guerre dépourvu de toute réelle conscience politique par ses adversaires. Certains volontaires ont inspiré de véritables mythes de leur vivant et surtout après leur mort. Che Guevara, au XIXe s., représente le cas d’un combattant engagé volontairement dans les guerres de libération devenu une véritable icône internationale et un symbole pour les mouvements révolutionnaires: après la capture et l’exécution du “Che” en 1968, Jean-Paul Sartre le qualifia ainsi d’“être humain le plus complet de notre époque” et Time le déclara “icône du 20e siècle”. Sa figure est cependant, jusqu’à aujourd’hui au centre de controverses qui opposent son image héroïque de combattant de la révolution, voire de martyr, avec l’échec pratique de son action dans l’ancien Congo belge et en Bolivie, son adhésion au stalinisme ou les violences dont se serait accompagné son combat révolutionnaire.

## Femmes combattantes parmi les volontaires internationaux
Le phénomène du volontariat armé international n'est pas qu’une affaire exclusivement masculine, même si la participation de femmes est souvent très minoritaire en effectif. Parmi les étrangers qui se sont engagés en Espagne du côté du gouvernement républicain, on trouve des centaines de femmes - 500 à 600 selon l’historienne Renée Lugschitz - dont quelques dizaines sans doute ont pris les armes dans les milices, la plupart œuvrant dans les services médicaux. Malgré leur exclusion de tous les services par le règlement de l’Armée espagnole, la présence de femmes dans les Brigades internationales est documentée et, en 1937, un commandant de la Base d’Albacete appelait les “camarades femmes” à se distinguer des “volontaires” par s’abstenant de porter des vêtements “pseudo-militaires”. Parmi les Européens partis volontairement en Syrie, on estime à 17% la part des femmes. Les femmes volontaires sont souvent perçues comme de simples “accompagnatrices” ou cantonnées à des fonctions traditionnellement féminines (comme le traitement des blessés), alors que les volontaires masculins sont associés à des fonctions combattantes; des études sur les volontaires étrangers en Syrie montrent cependant que beaucoup d’hommes acceptent un rôle de soutien sans implication directe dans les combats, tandis que certaines femmes s’impliquent dans les combats ou l’exercice de violences.